# 세바스티안 에릭손
세바스티안 에릭손(스웨덴어: Sebastian Eriksson, 1989년 1월 31일 ~ )는 스웨덴의 축구 선수로 현재 알스벤스칸의 IFK 예테보리에서 뛰고 있다.